# Bernard Prince
Bernard Prince er en tegneserie, der oprindelig er skrevet af Greg og tegnet af Hermann, makkerparret der også står bag Red Kelly. Som så mange af de fransk-belgiske serier, startede Bernard Prince i Danmark i fart og tempo. Serien har også været bragt i Jet-bøgerne, Superserien Senior, Agent og Albumklubben Trumf.
Tegnearbejdet blev senere overtaget af Dany og siden Édouard Aidans.

## Bøger i serien
- Bernard Prince 1966-1968 ISBN 978-87-7021-005-8
- Bernard Prince 1968-1970 ISBN 978-87-93564-48-0
- Bernard Prince 1970-1973 ISBN 978-87-7021-027-0
- Bernard Prince 1974-1977 ISBN 978-87-7021-085-0

## Album i serien
Den franske nummerering er angivet i parentes. Det danske specialalbum indeholder det franske album nr. 1 samt dele af det franske specialalbum D'hier et d'aujourd'hui. Det danske nr. 13 indeholder resten af det franske specialalbum.

### Bernard Prince
1. Den grønne flamme (8)
2. Safari for et spøgelse (9)
3. Molochs vrede (10)
4. Tågernes fort (11)
5. Cormoran i skudlinien (12)
6. De gales havn (13)
7. Stormens lov (6)
8. Helvedessumpen (3)
9. Torden over Coronado (2)
10. Manhattan (4)
11. Flammer over ørkenen (5)
12. De fordømtes esse (7)
13. Gidslet – og andre historier (specialalbum)

### Bernard Prince Special
- General Satan og de første korte historier (1 + specialalbum)

### Andre udgivelser
- Jet-bog nr. 4: Jordan ser rødt
- Superserien nr. 7: General Satan & Kostbart møde i Lokanga
- Agent nr. 1-4

## Kronologisk rækkefølge
I parentes oplysninger om danske udgaver og tegner.
- 1969: Le général Satan (Bernard Prince Special)
- 1969: Torden over Coronado (9)
- 1970: Helvedessumpen (8)
- 1971: Manhattan (10)
- 1972: Flammer over ørkenen (11)
- 1973: Stormens lov (7)
- 1974: De fordømtes esse (12)
- 1974: Den grønne flamme (1)
- 1975: Safari for et spøgelse (2)
- 1976: Molochs vrede (3)
- 1977: Tågernes fort (4)
- 1978: Cormoran i skudlinien (5)
- 1978: De gales havn (6)
- 1980: D'hier et d'aujourd'hui (13 + Bernard Prince Special, tegnet før de lange historier)
- 1980: Le piège aux 100.000 dards (Agent nr. 1-2, tegnet af Dany)
- 1989: Orage sur le Cormoran (Agent nr. 3-4, tegnet af Dany)
- 1992: Sprængfarligt bekendtskab (16, tegnet af Édouard Aidans)
- 1999: Slavernes bjerg (17, tegnet af Édouard Aidans)
- 2010: Truslen fra floden (18, skrevet af Yves H, tegnet af Hermann)

## Oversigt
Serien havde premiere i det belgiske serieblad Le Journal Tintin. På fransk er serien udgivet i 18 nummererede album samt i særalbummmet D'hier et d'aujourd'hui (HS1) med korte historier.
Frem til 1985 blev historierne først publiceret i et serieblad, før de blev udgivet i album.
Nedenstående oversigt over samtlige historier, der er udgivet på dansk, er som regel i kronologisk rækkefølge efter, hvornår de første gang er udgivet.
Som tilpasning til de danske udgaver er enkelte korte historier ude af kronologi, de har original udgivelsesdato markeret med rødt.
En stor del af historierne har to titler på dansk, enkelte tre; historier med mere end én titel er markeret med magenta tekst, og hvis der er plads, er to titler angivet.
Hermann og Gregs Bernard Prince er udgivet som bogserie i fire bind fra Forlaget Zoom.
De danske serieblade i oversigten er:
| - F&t: Fart og tempo - Tmp: Tempo, fart og tempos efterfølger - Jetbog: pocketbøger med F&t-serier | - Seriebladet: serieblad fra Interpresse - Agent: serieblad fra Interpresse |

| Bernard Prince – oversigt | Bernard Prince – oversigt    | Bernard Prince – oversigt    | Bernard Prince – oversigt         | Bernard Prince – oversigt                  | Bernard Prince – oversigt | Bernard Prince – oversigt | Bernard Prince – oversigt                         | Bernard Prince – oversigt                                       | Bernard Prince – oversigt                                       | Bernard Prince – oversigt |
| ------------------------- | ---------------------------- | ---------------------------- | --------------------------------- | ------------------------------------------ | ------------------------- | ------------------------- | ------------------------------------------------- | --------------------------------------------------------------- | --------------------------------------------------------------- | ------------------------- |
| Forf. / tegner            | Fransksproget originaludgave | Fransksproget originaludgave | Fransksproget originaludgave      | Fransksproget originaludgave               | Antal sider               | Danske udgaver            | Danske udgaver                                    | Danske udgaver                                                  | Danske udgaver                                                  | Danske udgaver            |
| Forf. / tegner            | Serieblad                    | Album                        | Historietitel                     | Albumt.                                    | Antal sider               | Serieblad                 | Titel                                             | Album                                                           | Album                                                           | Bog                       |
| Greg/Hermann              | 1966-01-04                   | HS1 (1980)                   | Billet surprise                   | D'hier et d'aujour- d'hui                  | 4                         | F&t 67/20                 | Billet til første række                           | General Satan og de første korte historier (specialalbum, 1986) | General Satan og de første korte historier (specialalbum, 1986) | Bernard Prince 1966-68    |
| Greg/Hermann              | 1966-01-18                   | HS1 (1980)                   | Simple routine                    | D'hier et d'aujour- d'hui                  | 4                         | F&t 67/22                 | Bare rutine / En rutinesag                        | General Satan og de første korte historier (specialalbum, 1986) | General Satan og de første korte historier (specialalbum, 1986) | Bernard Prince 1966-68    |
| Greg/Hermann              | 1966-03-08                   | HS1 (1980)                   | Opération "Jeunes mariés"         | D'hier et d'aujour- d'hui                  | 4                         | F&t 67/25                 | Operation "Nygift" / "Nygifte"                    | General Satan og de første korte historier (specialalbum, 1986) | General Satan og de første korte historier (specialalbum, 1986) | Bernard Prince 1966-68    |
| Greg/Hermann              | 1966-03-29                   | HS1 (1980)                   | Spécialité maison                 | D'hier et d'aujour- d'hui                  | 4                         | F&t 67/7                  | Husets specialitet                                | General Satan og de første korte historier (specialalbum, 1986) | General Satan og de første korte historier (specialalbum, 1986) | Bernard Prince 1966-68    |
| Greg/Hermann              | 1966-04-26                   | HS1 (1980)                   | Le troisième témoin               | D'hier et d'aujour- d'hui                  | 4                         | F&t 67/12                 | Det tredje vidne                                  | General Satan og de første korte historier (specialalbum, 1986) | General Satan og de første korte historier (specialalbum, 1986) | Bernard Prince 1966-68    |
| Cheradic/ Hermann         | 1966-07-05                   | HS1 (1980)                   | Une lanterne pour un petit poucet | D'hier et d'aujour- d'hui                  | 6                         | F&t 67/17                 | Bernard Prince og togrøverne                      | General Satan og de første korte historier (specialalbum, 1986) | General Satan og de første korte historier (specialalbum, 1986) | Bernard Prince 1966-68    |
| Greg/Hermann              | 1966-08-16                   | HS1 (1980)                   | L'évasion du Cormoran             | D'hier et d'aujour- d'hui                  | 6                         | F&t 66/9                  | Modelskibet                                       | General Satan og de første korte historier (specialalbum, 1986) | General Satan og de første korte historier (specialalbum, 1986) | Bernard Prince 1966-68    |
| Greg/Hermann              | 1967-01-17                   | 1 (1969)                     | Les pirates de Lokonga            | Le général Satan et Les pirates de Lokonga | 23                        | F&t 69/9-15               | Piraterne fra Lokanga                             | General Satan & Kostbart møde i Lokanga (Superserien 7, 1972)   |                                                                 | Bernard Prince 1966-68    |
| Greg/Hermann              | 1967-04-18                   | 1 (1969)                     | Le général Satan                  | Le général Satan et Les pirates de Lokonga | 22                        | F&t 69/45-49              | General Satan                                     | General Satan & Kostbart møde i Lokanga (Superserien 7, 1972)   |                                                                 | Bernard Prince 1966-68    |
| Greg/Hermann              | 1967-07-25                   | 2 (1969)                     | Tonnerre sur Coronado             | Tonnerre sur Coronado                      | 44                        | F&t 70/24-32              | Torden over Coronado (9, 1982)                    | Torden over Coronado (9, 1982)                                  | Torden over Coronado (9, 1982)                                  | Bernard Prince 1966-68    |
| Greg/Hermann              | 1968-04-09                   | 3 (1970)                     | La frontière de l'enfer           | La frontière de l'enfer                    | 44                        | F&t 70/39-49              | Junglesumpens helvede / Helvedessumpen (8, 1981)  | Junglesumpens helvede / Helvedessumpen (8, 1981)                | Junglesumpens helvede / Helvedessumpen (8, 1981)                | Bernard Prince 1966-68    |
| Greg/Hermann              | 1969-09                      | HS2 (1993)                   | Le soleil rouge                   | Barney Jordan                              | 7                         |                           | Den røde sol                                      | Manhattan (10, 1983)                                            | Manhattan (10, 1983)                                            |                           |
| Greg/Hermann              | 1968-10-29                   | 4 (1971)                     | Aventure à Manhattan              | Aventure à Manhattan                       | 37                        | F&t 70/52-71/8            | Dobbeltspil i New York                            | Manhattan (10, 1983)                                            | Manhattan (10, 1983)                                            | Bernard Prince 1968-70    |
| Greg/Hermann              | 1969-04-22                   | 5 (1972)                     | L'oasis en flammes                | L'oasis en flammes                         | 44                        | F&t 71/45-72/1            | Flammer over ørkenen (11, 1984)                   | Flammer over ørkenen (11, 1984)                                 | Flammer over ørkenen (11, 1984)                                 | Bernard Prince 1968-70    |
| Greg/Hermann              | 1969-12-23                   | 6 (1973)                     | La loi de l'ouragan               | La loi de l'ouragan                        | 44                        | F&t 72/5-12               | Orkan over perleøen / Stormens lov (7, 1979)      | Orkan over perleøen / Stormens lov (7, 1979)                    | Orkan over perleøen / Stormens lov (7, 1979)                    | Bernard Prince 1968-70    |
| Greg/Hermann              | 1970-06-30                   | 4 (1971)                     | La passagère                      | Aventure à Manhattan                       | 8                         | F&t 71/16                 | Saltvands-kuren! / Passageren                     | Gidslet - og andre historier (13, 1985)                         | Gidslet - og andre historier (13, 1985)                         | Bernard Prince 1968-70    |
| Greg/Hermann              | 1970-12-01                   | HS1 (1980)                   | Les victimes                      | D'hier et d'aujour- d'hui                  | 8                         | F&t 71/30-31              | Drama i rum sø! / Ofrene                          | Gidslet - og andre historier (13, 1985)                         | Gidslet - og andre historier (13, 1985)                         | Bernard Prince 1970-73    |
| Greg/Hermann              | 1972-12                      | HS1 (1980)                   | Barney voit rouge                 | D'hier et d'aujour- d'hui                  | 8                         | Jetbog 4                  | Jordan / Barney ser rødt                          | Gidslet - og andre historier (13, 1985)                         | Gidslet - og andre historier (13, 1985)                         | Bernard Prince 1970-73    |
| Greg/Hermann              | 1971-01-12                   | 7 (1974)                     | La fournaise des damnés           | La fournaise des damnés                    | 44                        | F&t 73/8-14               | I flammernes vold / De fordømtes esse (12, 1984)  | I flammernes vold / De fordømtes esse (12, 1984)                | I flammernes vold / De fordømtes esse (12, 1984)                | Bernard Prince 1970-73    |
| Greg/Hermann              | 1971-12-07                   | 8 (1974)                     | La flamme verte du conquistador   | La flamme verte du conquistador            | 44                        | F&t 73/39-46              | Den grønne flamme (1, 1976, 1988)                 | Den grønne flamme (1, 1976, 1988)                               | Den grønne flamme (1, 1976, 1988)                               | Bernard Prince 1970-73    |
| Greg/Hermann              | 1973-02-13                   | 9 (1975)                     | Guérilla pour un fantôme          | Guérilla pour un fantôme                   | 46                        | F&t 74/1-8                | Safari for et spøgelse (2, 1976, 1989)            | Safari for et spøgelse (2, 1976, 1989)                          | Safari for et spøgelse (2, 1976, 1989)                          | Bernard Prince 1970-73    |
| Greg/Hermann              | 1974-03-05                   | 10 (1976)                    | Le souffle de Moloch              | Le souffle de Moloch                       | 46                        | F&t 74/46-51              | Flammende skyer / Moloks vrede (3, 1977, 1990)    | Flammende skyer / Moloks vrede (3, 1977, 1990)                  | Flammende skyer / Moloks vrede (3, 1977, 1990)                  | Bernard Prince 1974-77    |
| Greg/Hermann              | 1975-04-08                   | 11 (1977)                    | La forteresse des brumes          | La forteresse des brumes                   | 46                        | F&t 76/1-6                | Tåge-slottet / Tågernes fort (4, 1977)            | Tåge-slottet / Tågernes fort (4, 1977)                          | Tåge-slottet / Tågernes fort (4, 1977)                          | Bernard Prince 1974-77    |
| Greg/Hermann              | 1976-04-13                   | 12 (1978)                    | L'objectif Cormoran               | L'objectif Cormoran                        | 46                        | Tmp 77/33-42              | Operation Mafia / Cormoran i skudlinien (5, 1978) | Operation Mafia / Cormoran i skudlinien (5, 1978)               | Operation Mafia / Cormoran i skudlinien (5, 1978)               | Bernard Prince 1974-77    |
| Greg/Hermann              | 1977-05-24                   | 13 (1978)                    | Le port des fous                  | Le port des fous                           | 46                        | Tmp 78/39-45              | Spøgelsesskibet / De gales havn (6, 1978)         | Spøgelsesskibet / De gales havn (6, 1978)                       | Spøgelsesskibet / De gales havn (6, 1978)                       | Bernard Prince 1974-77    |
| Greg/Hermann              | 1977-03                      | HS1 (1980)                   | Djinn a disparu!                  | D'hier et d'aujour- d'hui                  | 10                        |                           | Djinn er forsvundet!                              | Gidslet - og andre historier (13, 1985)                         | Gidslet - og andre historier (13, 1985)                         | Bernard Prince 1974-77    |
| Greg/Hermann              | 1978-04                      | HS1 (1980)                   | L'otage                           | D'hier et d'aujour- d'hui                  | 10                        | Seriebladet 1             | Gidslet                                           | Gidslet - og andre historier (13, 1985)                         | Gidslet - og andre historier (13, 1985)                         | Bernard Prince 1974-77    |
| Greg/ Dany                | 1978-04                      | 14 (1980)                    | Le nyctalope                      | Le piège aux 100.000 dards                 | 11                        | Agent 3                   | Blindebuk                                         | Dødens torne (14, 2011)                                         | Dødens torne (14, 2011)                                         |                           |
| Greg/ Dany                | 1979-05-25                   | 14 (1980)                    | Le piège aux 100.000 dards        | Le piège aux 100.000 dards                 | 35                        | Agent 1                   | Dødens torne                                      | Dødens torne (14, 2011)                                         | Dødens torne (14, 2011)                                         |                           |
| Greg/ Dany                | 1980-07                      | 15 (1989)                    | Adieu, la reine!                  | Orage sur le Cor- moran                    | 9                         | Agent 2                   | Piraternes bugt                                   | Storm over Cormoran (15, 2015)                                  | Storm over Cormoran (15, 2015)                                  |                           |
| Greg/ Dany                | 1985-04                      | 15 (1989)                    | À chacun son goût                 | Orage sur le Cor- moran                    | 10                        | Agent 4                   | Hver sin smag                                     | Storm over Cormoran (15, 2015)                                  | Storm over Cormoran (15, 2015)                                  |                           |
| Greg/ Dany                |                              | 15 (1989)                    | Le retour du Cormoran             | Orage sur le Cor- moran                    | 27                        | Agent 3                   | Cormoran vender tilbage                           | Storm over Cormoran (15, 2015)                                  | Storm over Cormoran (15, 2015)                                  |                           |
| Greg/ Aidans              |                              | 16 (1992)                    | La dynamitera                     | La dynamitera                              | 46                        |                           | Sprængfarligt bekendtskab (16, 2022)              | Sprængfarligt bekendtskab (16, 2022)                            | Sprængfarligt bekendtskab (16, 2022)                            |                           |
| Greg/ Aidans              |                              | 17 (1999)                    | Le poison vert                    | Le poison vert                             | 46                        |                           | Slavernes bjerg (17, 2018)                        | Slavernes bjerg (17, 2018)                                      | Slavernes bjerg (17, 2018)                                      |                           |
| Yves H/ Hermann           |                              | 18 (2010)                    | Menace sur le fleuve              | Menace sur le fleuve                       | 52                        |                           | Truslen fra floden (18, 2010)                     | Truslen fra floden (18, 2010)                                   | Truslen fra floden (18, 2010)                                   |                           |
| Noter 1.                  |                              |                              |                                   |                                            |                           |                           |                                                   |                                                                 |                                                                 |                           |